# Fi Aquarii
Fi Aquarii (φ Aquarii, förkortat Fi Aqr, φ Aqr) som är stjärnans Bayerbeteckning, är en dubbelstjärna belägen i den nordöstra delen av stjärnbilden Vattumannen. Den har en skenbar magnitud på 4,22 och är synlig för blotta ögat där ljusföroreningar ej förekommer. Baserat på parallaxmätning inom Hipparcosuppdraget på ca 16,1 mas, beräknas den befinna sig på ett avstånd på ca 200 ljusår (ca 62 parsek) från solen.

## Egenskaper
Primärstjärnan Fi Aquarii A är en röd till orange jättestjärna av spektralklass M1.5 III. Den har en radie som är ca 35 gånger större än solens och utsänder från dess fotosfär ca 208 gånger mera energi än solen vid en effektiv temperatur av ca 3 700 K.
Fi Aquarii är en spektroskopisk dubbelstjärna med en uppskattad omloppsperiod på 2 500 dygn.